# Luna (mytologi)

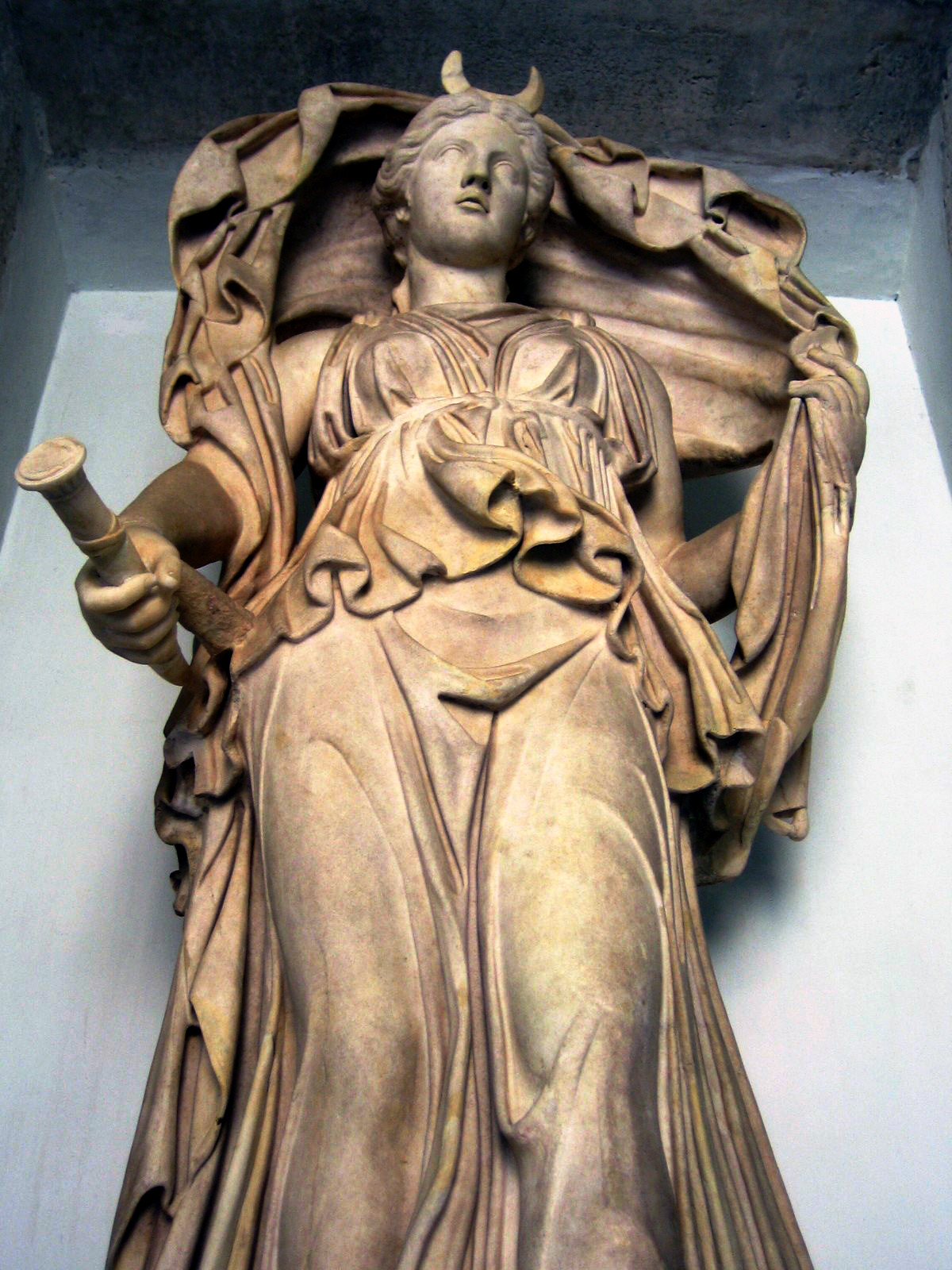
Luna.

Luna var i romersk mytologi mångudinnan motsvarande men ej besläktad med grekernas Selene.
Juno och Diana var egentligen mångudinnor i den romerska mytologin, Luna skapades troligen som personifikation av månen på 200-talet före kristus. Först under kejsartid tillkom de mytologiska föreställningarna om Luna som en gudinna.
Mångudinnan åkte liksom solguden i en vagn över himlen - hennes vagn drogs av två hästar. Hon framställs ofta klädd i långa klänningar, med en slöja på bakhuvudet. Hennes attribut är en fackla.
På Aventinen i Rom stod ett tempel åt henne, Lunatemplet på Aventinen.
Luna är även ett latinskt ord som betyder "måne" och är också det latinska namnet för Månen. Luna som namn är också vanligt bland latinamerikaner.
Måndag på latin heter dies Lunae. Ordagrant betyder det "Lunas dag".